# Bongom
Bongom est une localité du Cameroun située dans le département du Donga-Mantung et la Région du Nord-Ouest, à proximité de la frontière avec le Nigeria. Elle fait partie de la commune de Nkambé.

## Population
En 1968, Bongom n'était qu'un quartier de Chup et comptait alors 120 habitants, dont la plupart appartenaient au clan Tang. 
Au moment du recensement national (3e RGPH) de 2005, c'est devenu un village à part entière dans lequel on a dénombré 1 487 personnes.